# Yūki Takahashi (lottatore)
Yūki Takahashi (高橋 侑希?, Takahashi Yūki; Mie, 29 novembre 1993) è un lottatore giapponese, specializzato nella lotta libera, campione del mondo nel 2017 nella categoria fino a 57 kg.

## Palmarès
- Mondiali

Parigi 2017: oro nei 57 kg.
Budapest 2018: bronzo nei 57 kg.
- Giochi asiatici

Giacarta 2018: bronzo nei 57 kg.
- Campionati asiatici

Nuova Delhi 2017: oro nei 57 kg.
Xi'an 2019: bronzo nei 57 kg.
Nuova Delhi 2020: bronzo nei 57 kg.
- Giochi olimpici giovanili

Singapore 2010: oro nei 54 kg.